# Marinha do Estado Independente da Croácia
A Marinha do Estado Independente da Croácia (em croata:  Ratna Mornarica Nezavisne Države Hrvatske, RMNDH), foi a marinha do Estado Independente da Croácia (em croata:  Nezavisna Država Hrvatska, NDH), um estado fantoche do Eixo controlado pelo partido fascista Ustaše. O NDH foi criado a partir de partes do Reino da Iugoslávia em 10 de abril de 1941, quatro dias após o início da invasão da Iugoslávia na Segunda Guerra Mundial pelas potências do Eixo. O RMNDH era composto por dois comandos, o Comando de Tráfego Costeiro e Marítimo, e o Comando de Tráfego Fluvial e Fluvial, e tinha a sua sede na capital do NDH, Zagreb. O Comando de Tráfego Costeiro e Marítimo consistia em três comandos navais ao longo da costa do Adriático, cada um dividido em vários distritos navais. Os distritos navais consistiam principalmente em estações navais e meteorológicas, sendo responsáveis apenas pela guarda costeira e pelos direitos aduaneiros. O Comando de Tráfego Fluvial e Fluvial consistia em sete estações fluviais, um batalhão de infantaria naval e uma Flotilha de Comando Fluvial construída em torno de dois antigos monitores fluviais iugoslavos, que foram afundados durante a invasão, mas posteriormente reflutuados.
A RMNDH era apenas uma pequena parte das forças armadas do NDH, em grande parte devido às restrições impostas pela Itália ao abrigo dos Tratados de Roma. Para evitar estas limitações, os alemães criaram a Legião Naval Croata, que lutou como parte da Marinha Alemã na campanha do Mar Negro entre 1941 e 1944. Após a capitulação italiana em setembro de 1943, os alemães transferiram vários navios italianos capturados para a RMNDH, incluindo o cruzador ligeiro Dalmacija (renomeado Zniam), o antigo torpedeiro iugoslavo T7 e o lança-minas da classe Malinska Mosor. Todos os ativos significativos foram perdidos em Dezembro de 1944, quando o pessoal restante foi designado para tarefas em terra para evitar a sua deserção para os Partisans Iugoslavos. A RMNDH foi dissolvida em maio de 1945 com o colapso e a derrota do NDH.

## Antecedentes
Em 10 de abril de 1941, quatro dias após o início da invasão do Reino da Iugoslávia pelas potências do Eixo, foi criado um estado fantoche liderado pelos Ustaše, extremamente nacionalista croata e fascista. Conhecido como Estado Independente da Croácia (muitas vezes chamado de NDH, do em croata:  Nezavisna Država Hrvatska), combinou quase toda a Croácia moderna, toda a Bósnia e Herzegovina moderna e partes da Sérvia moderna num "quase protetorado ítalo-alemão".  A Alemanha e a Itália concordaram rapidamente na sua divisão de responsabilidades dentro do NDH e ocuparam efetivamente todo o país, mas os alemães mantiveram a vantagem e o controlo sobre as partes mais produtivas industrial e agrícola do estado fantoche, apesar de garantirem aos italianos que o NDH estava em sua esfera de influência. Os alemães aumentaram gradualmente o seu domínio sobre o NDH com o passar do tempo, enquanto os italianos eram impopulares entre a população croata porque anexaram grandes partes do território croata, incluindo grande parte da costa do Adriático. Sendo o parceiro mais fraco do Eixo, a Itália foi incapaz de desafiar o domínio da Alemanha sobre o NDH, e os croatas liderados por Ustaše tiveram de aceitar quaisquer condições que lhes fossem impostas.  Pelo acordo de longa data entre a liderança Ustaše e a Itália que precedeu a eclosão da Segunda Guerra Mundial, se os croatas lhes cedessem a costa croata, os italianos providenciariam a sua protecção. 
A Marinha Real Iugoslava, fortemente alvo de ataques aéreos, conduziu poucas operações de combate durante a invasão,   e os italianos capturaram a maioria de seus navios no porto,  perdendo um contratorpedeiro afundado por sua tripulação. Um submarino e dois torpedeiros a motor também escaparam para se juntar à causa aliada. Os italianos assumiram o controle da maior parte dos navios de mar restantes e os empregaram em diversas funções.  Uma exceção foi o lança-minas iugoslava Zmaj que navegou para Split na tentativa de se juntar à nascente marinha NDH, mas foi capturado em Split pelos italianos em 17 de abril e entregue aos alemães logo depois. 

## Formação
A Marinha do Estado Independente da Croácia (em croata:  Ratna Mornarica Nezavisne Države Hrvatske, RMNDH) foi estabelecido pela Lei sobre o Estabelecimento do Exército e da Marinha emitida no mesmo dia em que o NDH foi estabelecido pelo vice-líder Ustaše e tenente-coronel austro-húngaro aposentado (mais tarde marechal e comandante-em-chefe das forças armadas forças do NDH) Slavko Kvaternik, com a aprovação das autoridades alemãs. A tarefa da marinha, juntamente com o exército, era defender o novo estado contra inimigos estrangeiros e internos.  Os italianos se opuseram à formação de uma marinha pelo NDH, pois consideravam o Adriático o Mare Nostrum (Nosso Mar). Os alemães apoiaram os italianos nisso, de modo que o desenvolvimento da RMNDH ao longo da costa do Adriático foi inicialmente muito restrito.  Em 18 de maio de 1941, foi assinado em Roma o Acordo sobre Assuntos Militares Relativos às Zonas Costeiras. – o segundo dos três Tratados de Roma assinados naquele dia. Neste tratado bilateral com a Itália, o NDH concordou em desmilitarizar totalmente a zona costeira, restringindo-se à administração civil ali. Também concordou em não criar quaisquer unidades navais no Adriático, exceto para fins policiais e alfandegários.  Em julho de 1941, o RMNDH consistia em dois comandos, o Comando de Tráfego Costeiro e Marítimo e o Comando de Tráfego Fluvial e Fluvial, e tinha sua sede na capital do NDH, Zagreb. 
O Comando de Tráfego Costeiro e Marítimo compreendia três comandos navais para as seções norte, centro e sul da costa do Adriático, com sede em Crikvenica (mais tarde Sušak), Makarska (mais tarde Split) e Dubrovnik respectivamente. Esses comandos foram divididos em distritos navais; O Comando Naval do Adriático Norte foi dividido nos Distritos Navais de Kraljevica e Senj, o Comando Naval do Adriático Central compreendia os Distritos Navais de Omiš, Supertar, Makarska, Metković e Hvar, e o Comando Naval do Adriático Sul consistia nos Distritos Navais de Trpanj, Orebić e Dubrovnik. Os distritos navais consistiam principalmente em estações navais e meteorológicas, sendo responsáveis apenas pela guarda costeira e pelos direitos aduaneiros.  

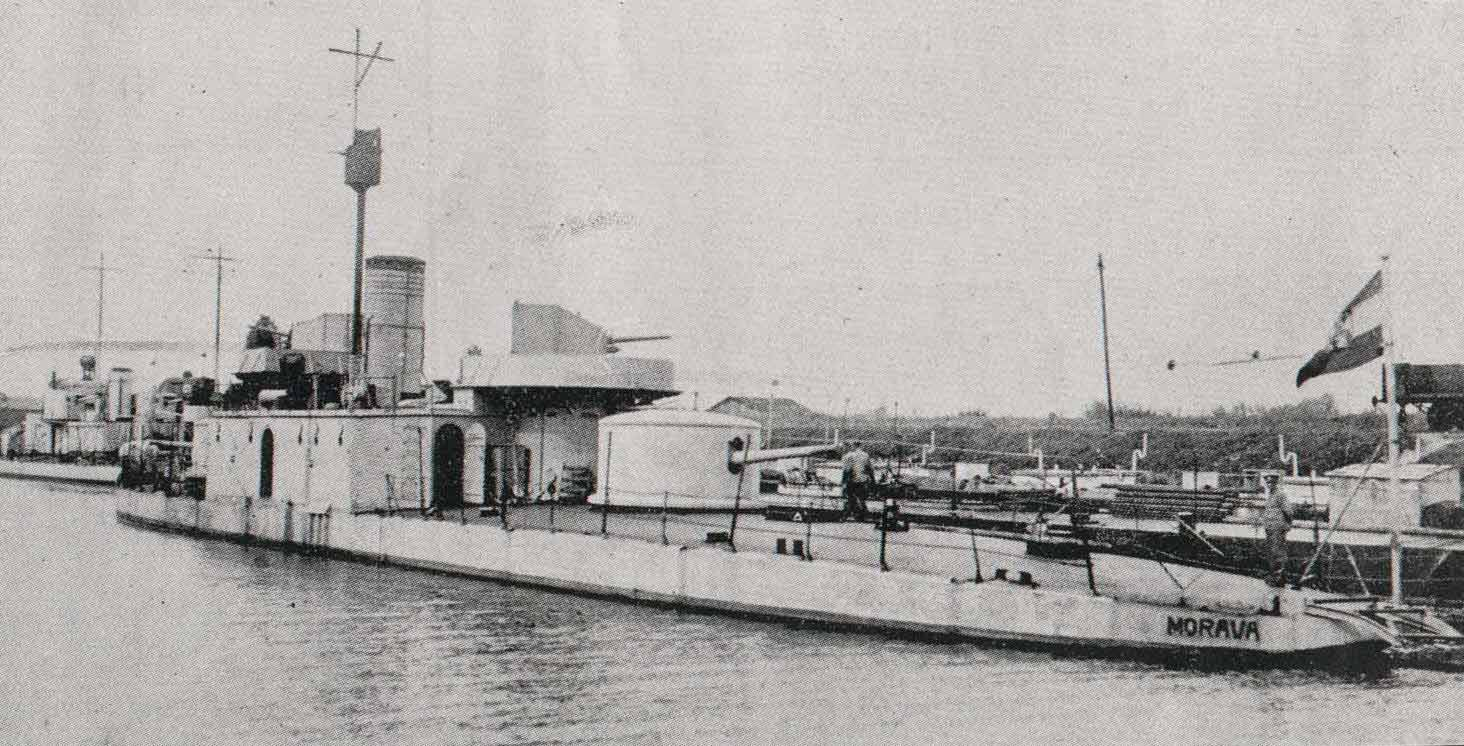
O ex-monitor iugoslavo Morava foi renomeado como Bosna e fazia parte da Flotilha do Comando Fluvial

O Comando de Tráfego Fluvial e Fluvial estava sediado em Sisak, na confluência dos rios Kupa, Sava e Odra, a cerca de 57km a sudeste de Zagreb. Consistia em sete estações fluviais – em Sisak, Brod na Savi, Hrvatska Mitrovica, Zemun, Petrovaradin, Vukovar e Osijek, e um batalhão de infantaria naval baseado em Zemun (mais tarde Zagreb). A Flotilha do Comando Fluvial, com sede em Zemun, também fazia parte do Comando Fluvial e de Tráfego Fluvial. Era composto por: dois antigos monitores fluviais da Marinha Real Iugoslava, Sava e Bosna, que haviam sido afundados durante a invasão e posteriormente recuperados; duas canhoneiras fluviais, Ustaša e Bosut ; dois lança-minas fluviais, Zagreb e Zrinski ; e seis barcos a motor. A flotilha tinha uma nau capitânia, o rebocador fluvial Vrbas, e dois grupos de patrulha, cada um composto por um monitor, uma canhoneira, um lançador de minas e três barcos a motor. 

## Reorganização

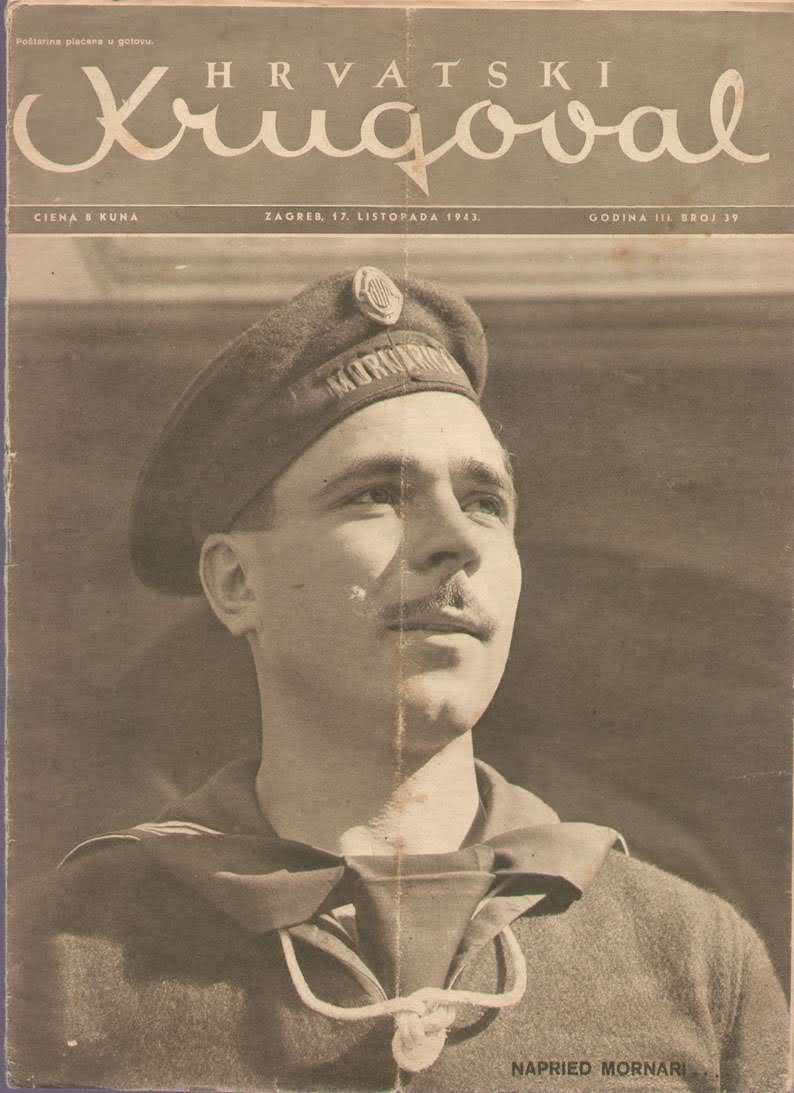
Capa da revista Hrvatski Krugoval de 17 de outubro de 1943 apresentando um membro da RMNDH.

O Decreto-Lei sobre as Forças Armadas de 18 de março de 1942 reorganizou o RMNDH como um ramo da Guarda Nacional Croata (em croata:  Domobrani). A RMNDH sempre foi uma pequena parte das forças armadas, totalizando apenas 1.262 homens em setembro de 1943.  Após a capitulação italiana em 1943, os alemães recuperaram o antigo torpedeiro iugoslavo T7 dos italianos e o entregaram ao RMNDH sob sua designação iugoslava. Sua tripulação ficou sob a influência dos guerrilheiros iugoslavos e estava se preparando para um motim quando os alemães intervieram.   Mais dois navios ex-iugoslavos foram capturados aos italianos e entregues à RMNDH pelos alemães; o cruzador ligeiro Dalmacija (renomeado Zniam) e o lança-minas da classe Malinska Mosor. Tripulações croatas também serviram em navios operados pelos alemães, por exemplo vinte croatas serviram a bordo do minelayer Kiebitz, ex-cruzador auxiliar italiano Ramb III. 
Zniam ficou encalhado em 19 de dezembro de 1943 e foi torpedeado por barcos torpedeiros a motor (MTBs) da Marinha Real dois dias depois. Em 24 de junho de 1944, o T7 e dois S-boats alemães navegavam entre Šibenik e Rijeka, protegendo as rotas de abastecimento marítimo alemão ao longo do Adriático, quando foram atacados por três MTBs da Marinha Real perto da ilha de Kukuljari, ao sul da Ilha Murter. Os MTBs dispararam dois torpedos contra o T7, mas erraram, então eles se aproximaram e atacaram-no com suas armas, incendiando-o. Ela encalhou e 21 tripulantes foram resgatados pelos MTBs. As tripulações britânicas examinaram posteriormente os destroços, capturando mais cinco tripulantes e depois destruíram-nos com cargas de demolição.  O monitor do rio Bosna atingiu uma mina e afundou no mesmo mês,  e Sava foi afundado em 8 de setembro de 1944, quando sua tripulação desertou para os guerrilheiros.  Mosor ficou preso na Ilha Ist, perto de Zadar, em 31 de dezembro de 1944, e lá permaneceu até depois do fim da guerra.  Nesta fase, o RMNDH consistia numa flotilha de pequenas embarcações costeiras estacionadas em Rijeka. Toda a flotilha tentou desertar para os guerrilheiros em dezembro de 1944, mas todas as embarcações, exceto uma (que transportava o comandante da flotilha), foram impedidas de fazê-lo pelos alemães. Os alemães trouxeram o pessoal naval para Zagreb e os usaram para formar uma unidade de combate terrestre, e desarmaram os navios restantes.  No entanto, o RMNDH continuou a existir no papel e tinha um comandante designado até ser dissolvido no final da guerra. 

## Legião Naval Croata
Durante a guerra, uma unidade conhecida como Legião Naval Croata (em croata:  Hrvatska pomorska legija) lutou como parte da Marinha Alemã na campanha do Mar Negro sob o comando de Kapetan korvete (Comandante) Andro Vrkljan e mais tarde da Kapetan fregate (Capitão) Stjepan Rumenović.  O objetivo de colocar um contingente naval no Mar Negro era evitar as proibições impostas à RMNDH pelo segundo Tratado de Roma.  O governo croata esperava que o seu pessoal pudesse ganhar experiência ali e mais tarde servir como núcleo de uma força naval no Adriático.  A unidade não possuía navios ao chegar ao Mar de Azov.  Conseguiu recuperar 47 navios de pesca danificados ou abandonados, a maioria navios à vela, e contratou marinheiros locais russos e ucranianos para ajudar a tripulá-los. Eles patrulharam um setor costeiro do Mar de Azov,  e a Legião finalmente alcançou uma força de 1.000 oficiais e homens como a 23ª Flotilha de Limpeza de Minas.  Em 24 de setembro de 1942, o Poglavnik (líder) do NDH, Ante Pavelić, visitou o quartel-general da Legião, onde chegou a um acordo com os alemães para treinar e equipar uma flotilha que realizaria patrulhas anti-submarinas.  Em 1943, uma bateria de artilharia costeira foi adicionada à Legião. Após a capitulação da Itália em setembro de 1943, e as reviravoltas do Eixo na Frente Oriental, a Legião Naval Croata retornou ao NDH em maio de 1944 como uma flotilha de torpedeiros baseada em Trieste, parte da 11ª Flotilha de Escolta Alemã. Os alemães dispersaram a Legião ao mesmo tempo que a tripulação do RMNDH foi trazida para terra para evitar que desertassem com os seus navios para os Partidários. 

## Comandantes
Três oficiais comandaram a RMNDH: 
- Kontraadmiral Đuro Jakčin (1941–1943)
- Kapetan bojnog broda Edgar Angeli (1943–1944)
- Kontraadmiral Nikola Steinfel (1944–Maio de 1945)